# TT290
La tombe thébaine TT 290 est située à Deir el-Medineh, dans la nécropole thébaine, sur la rive ouest du Nil, face à Louxor en Égypte.
C'est la tombe d'Irounefer, serviteur dans la Place de Vérité.
Elle a été découverte par l'égyptologue français Bernard Bruyère en 1922, qui a constaté qu'elle avait été dépouillée de presque tout dans l'Antiquité. Le seul équipement funéraire restant, découvert dans la tombe, consistait en quelques fragments de stèles et d'un cercueil en bois.

## Description
Le complexe funéraire de Irounéfer se compose d'une chapelle d'offrandes en surface construite en briques crues et d'une chambre funéraire taillé dans la roche.
La chapelle extérieure a un toit en berceau, et dispose d'une profonde niche au centre du long mur face à l'entrée. La chambre funéraire taillée dans la roche elle-même n'est pas sans rappeler la chapelle ; elle est rectangulaire avec un plafond voûté en berceau. Une plate-forme pour les sarcophages d'Irounéfer, et peut-être de sa femme Méhytkhati, a été créée par l'élévation du sol d'environ un tiers de la paroi à la partie arrière de la chambre.
Le plâtre dans la chambre a été recouvert d'une peinture jaune d'or, typique des tombes privées de la XIXe dynastie. Ensuite, presque tout l'espace disponible a été décoré avec des peintures de figures divines, humaines et animales. Des textes funéraires, écrits en noir entre les cadres de registre en rouge, divisent ces scènes en colonnes verticales.